# 敲开天堂的门 (电影)
《敲开天堂的门》（德語：Knockin' on Heaven's Door）是一部1997年的德国犯罪喜剧片，导演托马斯·雅恩（Thomas Jahn），蒂尔·施威格、 莫里茨·布莱布特罗伊、扬·约瑟夫·利费尔斯和鲁特格尔·哈尔领衔主演。片名起自鲍勃·迪伦（Bob Dylan）的同名歌曲，该曲也是此片的片尾曲。蒂尔·施威格作为影片主角在第20届莫斯科国际电影节获得最佳男演员圣乔治银奖。

## 剧情
马丁（蒂尔·施威格饰）与鲁迪（扬·约瑟夫·利费尔斯饰）两人打从去医院的路上就互相看不顺眼。在医院里，两人被诊断为绝症末期后，在住院期间找到一瓶龙舌兰，两人一起借酒消愁，鲁迪谈起自己从未见过大海，马丁决定在鲁迪上天堂之前实现他这个愿望。与时黑帮分子亨克和阿卜杜勒奉老大弗兰基之命驾驶一辆携带百万巨款的奔驰轿车去送货途中撞到一个少年，在送他去看医生时，停在医院停车场的轿车被喝醉酒要去看海的马丁和鲁迪开走。在去海边的途中，马丁从车上找到一把手枪，抢了加油站，又因钱不够买新衣服，又去抢了银行。
走到半路马丁发病，吃药后在后车厢发现百万巨款，两人有钱后住进酒店总统套房享受，并计划怎样花掉这笔钱。马丁想给妈妈买一辆凯迪拉克，次日一对男女警察找到酒店，两方狭路相逢，马丁急中生智假装挟持鲁迪为人质，胁迫警察放下武器并脱去警服。两人穿上警服逃离酒店。
马丁在路上突然发病，鲁迪拿枪抢了药店，之后两人被警察包围在一家土耳其烤肉店。此时黑帮为夺回百万巨款，在路上拦住了马丁和鲁迪，而警方则两人后面。黑白两道交火，马丁和鲁迪驾车冲进玉米地，逃跑时坠下悬崖，却未损分毫。
两人买了一辆凯迪拉克，来到马丁的妈妈家里。此时警察也在马丁的妈妈家周围等候两人，在马丁见到妈妈后冲出来将他们包围，两方对峙时，马丁又发病晕倒，鲁迪护送他上了救护车，半途马丁醒来，两人将司机和医生护士绑在路灯柱后，开车去夜总会实现鲁迪的嫖妓愿望。而那家夜总会却正好是黑帮老大开的，两人自投罗网，钱又散发光光，黑帮老大恼羞成怒下，要杀了两人，此时大BOSS出现，放过了两人。两人开车来到海边，在日出时，两人坐在沙滩上，一人一口喝着龙舌兰酒，望着波涛汹涌的海浪，马丁倒在了鲁迪的身旁......

天堂里只有一个主题，就是大海，黄昏的时候，一个火球掉进大海的时候是多么的壮观！唯一留下的是，像烛光一样的灵魂的火种。

## 演员
- 蒂尔·施威格(Til Schweiger)	... 	马丁·布雷斯特（Martin Brest）
- 揚·約瑟夫·李佛思(Jan Josef Liefers)	... 	鲁迪(Rudi Wurlitzer)
- 蒂埃里·冯·威尔韦克(Thierry Van Werveke)... 	Henk - 比利时人
- 莫里茨·布莱布特罗伊(Moritz Bleibtreu)	... 	Abdul - 土耳其人
- 胡布·斯塔佩尔(Huub Stapel)	... 	Frankie 'Boy' Beluga
- 伦纳德·兰辛克(Leonard Lansink)	... 	Kommissar Schneider
- 拉尔夫·赫尔福特（Ralph Herforth）	... 	Assistant Keller
- 科尔内利娅·弗罗波伊斯（Cornelia Froboess）	... 	Frau Brest - 马丁母亲
- 鲁特格尔·哈尔（Rutger Hauer）	... 	Curtiz
- 克里斯蒂娜·保罗（Christiane Paul）	... 	时装店店员